# Pucapamba
Pucapamba ist eine Ortschaft und eine Parroquia rural („ländliches Kirchspiel“) im Kanton Chinchipe der ecuadorianischen Provinz Zamora Chinchipe. Sitz der Verwaltung ist die gleichnamige Ortschaft. Die Parroquia besitzt eine Fläche von 22,02 km². Die Einwohnerzahl lag beim Zensus 2010 bei 118. Die Parroquia wurde am 10. Januar 1959 gegründet.

## Lage
Die Parroquia Pucapamba liegt an der Ostflanke der Cordillera Real im Südosten von Ecuador. Im Süden wird das Verwaltungsgebiet von dem nach Osten fließenden Grenzfluss Río Canchis begrenzt. Der Hauptort liegt auf einer Höhe von 1120 m 9,4 km südlich vom Kantonshauptort Zumba. Die Fernstraße E682 von Zumba nach Namballe in Peru führt durch Pucapamba.
Die Parroquia Pucapamba grenzt im Nordosten an die Parroquia El Chorro, im Osten an die Parroquia La Chonta, im Süden an Peru sowie im Westen und im Norden an die Parroquia Zumba.

## Barrios
In der Parroquia Pucapamba gibt es neben dem Hauptort folgende Barrios: Cochas, Limones, El Alto, La Guayaba, Los Rastrojos, Las Tilongas, Las Trancas, Escaleras und La Balsa.